# В хате
«В хате» — стихотворение русского поэта Сергея Есенина (1895—1925), написанное в 1914 году. Издано впервые в 1915 году.
Известно музыкальное переложение Валерием Азаренко.

## Публикации
Опубликовано в журнале «Голос жизни» (1915, № 17, 22 апреля, С. 13). Следующие прижизненные публикации: сборник «Радуница» 1916, 1918, 1921 годов; «Избранное», М., Госиздат, 1922; Есенин Сергей Александрович. Собрание стихов и поэм. Том первый, Берлин—Пб.—М., изд. З. И. Гржебина, 1922; Сергей Есенин. О России и революции, М., «Современная Россия», 1925; Сергей Есенин. Березовый ситец, М., Госиздат, 1925; Сергей Есенин. Избранные стихи (Библиотека «Огонек», № 40), М., Огонек, 1925.
Академическое издание:
Есенин С. А. «В хате» // Есенин С. А. Полное собрание сочинений: В 7 т. — М.: Наука; Голос, 1995—2002. Т. 1. Стихотворения. — 1995. — С. 46-47. Электронная публикация:	ФЭБ. Адрес ресурса:	http://feb-web.ru/feb/esenin/texts/es1/es1-046-.htm

## История создания
Датируется 1914 годом в соответствии с пометой, сделанной в наборной рукописи первого тома «Собрания стихотворений», подготовленного автором в 1925 году (Козловский 1995, С. 468—469).
Напечатана 22 апреля 1915 года в журнале «Голос жизни», № 17, вместе со стихотворениями «Под венком лесной ромашки…», «Тёмна ноченька, не спится…» и «По дороге идут богомолки…». Это была первая крупная публикация Есенина в столичной печати (в том же апреле в «Новом журнале для всех» было напечатано «Зашумели над затоном тростники…», а в журнале «Задушевное слово» — «Черёмуха») (Козловский 1995, С. 443).

## Отклики современников
Уже первая публикация стихотворения шла в сопровождении статьи З. Н. Гиппиус (напечатана под псевдонимом Роман Аренский) «Земля и камень» (Козловский 1995, С. 441).
Зинаида Гиппиус писала в апрельской статье: «В стихах Есенина пленяет какая-то „сказанность“ слов, слитость звука и значения, которая даёт ощущение простоты. Если мы больше и чаще смотрим на слова (в книгах), чем слышим их звуки, — мастерство стиха приходит после долгой работы; трудно освободиться от „лишних“ слов. Тут же мастерство как будто данное: никаких лишних слов нет, а просто есть те, которые есть, точные, друг друга определяющие. Важен конечно талант; но я сейчас не говорю о личном таланте; замечательно, что при таком отсутствии прямой, непосредственной связи с литературой, при такой разностильности Есенин — настоящий, современный поэт» («Голос жизни», 1915, № 17, 22 апреля, С. 12).
В опубликованной 11 июня 1915 года заметке З. Д. Бухарова писала: «Стихи его очаровывают, прежде всего, своею непосредственностью; они идут прямо от земли, дышат полем, хлебом и даже более прозаическими предметами крестьянского обихода…». Приведя далее почти все стихотворение, она завершала: «Вот поистине новые слова, новые темы, новые картины!.. И как недалеко надо ходить за ними!.. В каждой губернии целое изобилие своих местных выражений, несравненно более точных, красочных и метких, чем пошлые вычурные словообразования Игоря Северянина, Маяковского и их присных» (газета «Петроградские ведомости», 1915, 11 июня, № 128).
Высокую оценку давали и другие критики: Н. Венгров (журнал «Современный мир», Петроград, 1916, № 2, февраль, С. 159), П. Н. Сакулин («Мила, бесконечно мила поэту-крестьянину деревенская хата, где „пахнет рыхлыми драченами, у порога в дежке квас, над печурками точеными тараканы лезут в паз“. Он превращает в золото поэзии все — и сажу над заслонками, и кота, который крадется к парному молоку, и кур, беспокойно квохчущих над оглоблями сохи, и петухов, которые запевают „обедню стройную“, и кудлатых щенков, забравшихся в хомуты. Поэзия разлита всюду. Умей только ощущать её» — журнал «Вестник Европы», Пг., 1916, № 5, май, С. 205).
С. Я. Парнок выразила надежду, что «поэт не слишком проникнется городским сознанием интересности деревни и такие эстетские nature mort’ы, как „В хате“, утратят для него заманчивость стихотворной темы» (журнал «Северные записки», Пг., 1916, № 6, С. 220).

## Исследование произведения
А. А. Боровская в докторской диссертации отметила, что есенинское «В хате» восходит к стихотворению Спиридона Дрожжина «В избе» 1882 года. По её мнению, Есенин создал произведение, которое «намечает новый синтетический путь в лирической поэзии начала XX в.: отказ от „буквального“ заимствования „прозаических“ жанров и переход к глубинным внутренним преобразованиям поэтической речи за счёт трансформации повествовательного сюжета в лирический и освоения непрямого, „оговоренного“ слова, дистанцирования и ретуширования лирического „я“» (Боровская А. А. Жанровые трансформации в русской поэзии первой трети XX века. Дис. на соиск. уч. ст. доктора филол. наук. Астрахань. 2009. С. 102, 109).